# Teorema dos eixos perpendiculares

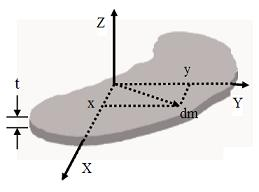
Placa Fina 01

Em física, o teorema dos eixos perpendiculares (ou teorema da figura plana) pode ser usado para determinar o momento de inércia de um objeto rígido que se situa inteiramente num plano, sobre um eixo perpendicular ao plano, tendo em conta os momentos de inércia do objeto sobre dois eixos perpendiculares situados no plano. Os eixos devem todos passar por um único ponto no plano.
Definidos os eixos perpendiculares X, Y, e Z (os quais se encontram na origem O) então o corpo situa-se no plano XY, e o eixo Z é perpendicular ao plano do corpo. Estabelecendo-se que
- IX ser o momento de inércia sobre o eixo X;
- IY ser o momento de inércia sobre o eixo Y; e
- IZ ser o momento de inércia sobre o eixo Z.

O teorema dos eixos perpendiculares estabelece que
{\displaystyle \ I_{Z}=I_{X}+I_{Y}}
Esta regra pode ser aplicada com o teorema dos eixos paralelos e a regra do estiramento para encontrar o momento de inércia de uma variedade de formas.

## Prova
Considere p como uma lâmina plana fina e uniforme. Considere {\displaystyle m_{i}} sendo um elemento de massa com distância perpendicular {\displaystyle r_{i}} de um eixo OZ perpendicular ao plano e passando através de um ponto O no plano.
Considere OX e OY sendo dois eixos perpendiculares sobre o plano. Considere {\displaystyle a_{i}} sendo a distância perpendicular de {\displaystyle m_{i}} de OX e {\displaystyle b_{i}} sendo a distância perpendicular de {\displaystyle m_{i}} a OY, ambas no plano. Sendo
{\displaystyle I_{x}=\sum {m_{i}{a_{i}}^{2}}}
o momento de inércia de p sobre OX e
{\displaystyle I_{y}=\sum {m_{i}{b_{i}}^{2}}}
sendo o o momento de inércia de p sobre OY.
O momento de inércia de p sobre OZ é dado por
{\displaystyle {\begin{aligned}I_{z}&=\sum {m_{i}{r_{i}}^{2}}\\&=\sum {m_{i}\left({a_{i}}^{2}+{b_{i}}^{2}\right)}\qquad {\text{pelo teorema de Pitagoras}}\\&=\sum {m_{i}{a_{i}}^{2}}+\sum {m_{i}{b_{i}}^{2}}\\&=I_{x}+I_{y}\end{aligned}}}